# Ralph Raule

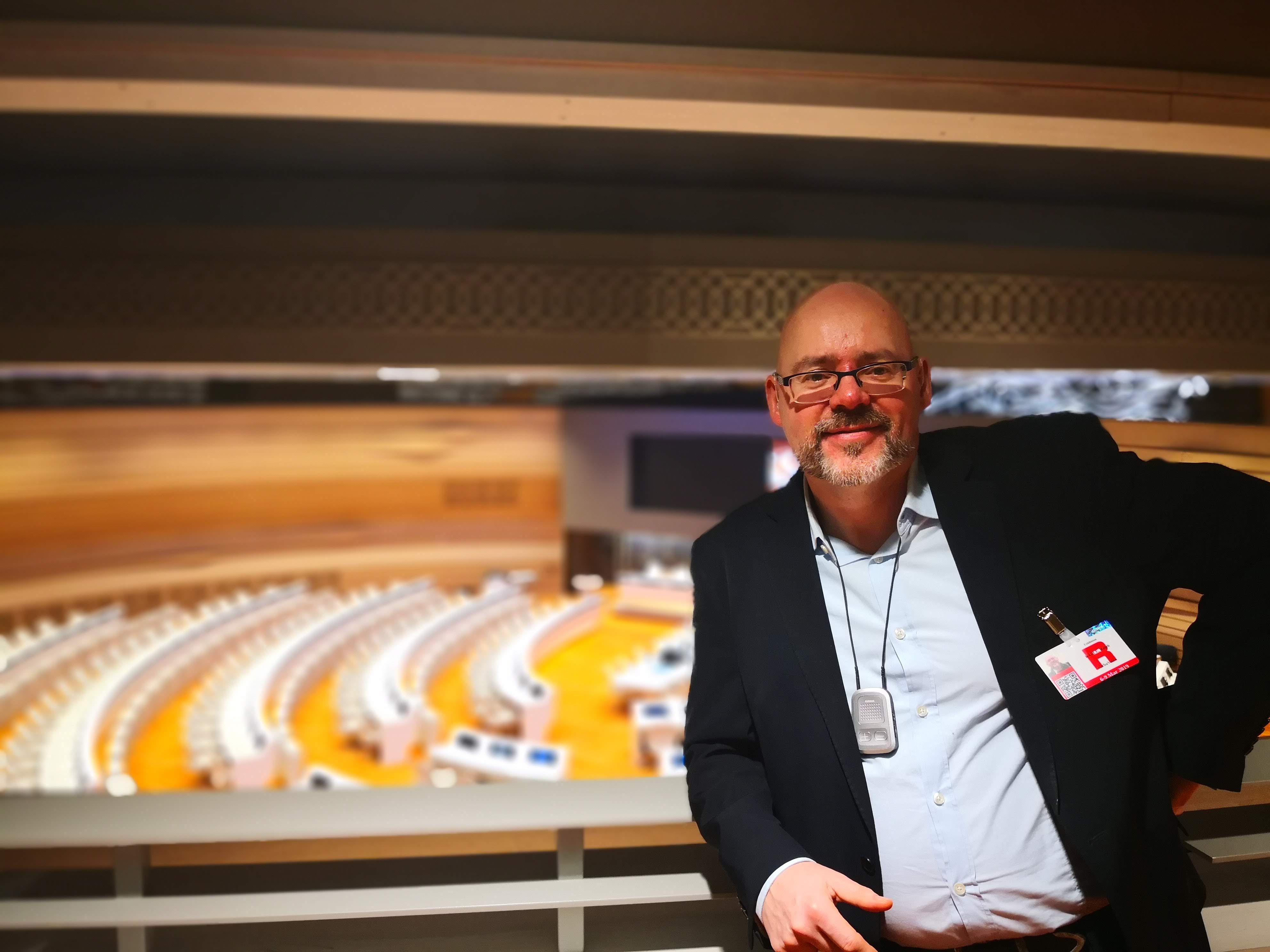
Ralph Raule

Ralph Raule (* 5. Oktober 1966 in Wiesbaden) ist ein gehörloser Unternehmer und ein Aktivist im Behindertenrecht. Anfang November 2024 wurde er zum Präsidenten des Deutschen Gehörlosenbunds gewählt.
Von August 2020 bis März 2021 war er sowohl der erste hauptamtliche als auch der erste selbst von einer Behinderung betroffene Senatskoordinator für die Gleichstellung von Menschen mit Behinderung für den Hamburger Senat. Er ist verheiratet, hat drei Kinder und lebt in Hamburg.

## Werdegang
Nach dem Besuch der Gehörlosen- und Schwerhörigenschule in Bad Camberg absolvierte der Sohn von Hannelore und Horst Raule 1987 das Abitur in Freiburg. Nach dem Abschluss der allgemeinen Hochschulreife begann Raule eine Ausbildung bei der Dresdner Bank AG zum Bankkaufmann. Anknüpfend begann er ein Grundstudium der Betriebswirtschaftslehre (BWL) an der Johannes-Gutenberg-Universität in Mainz, das er dann im Hauptstudium der BWL und mit dem Nebenfach Psychologie (Schwerpunkt Betriebs- & Organisationspsychologie) an der Fernuniversität Hagen fortsetzte. Das Studium schloss er 1996 mit dem akademischen Grad des Diplom-Kaufmannes ab.
Neben verschiedenen Positionen im Unternehmen seines Vaters absolvierte er eine Weiterbildung als Systemadministrator. Nach dem Abschluss dieser Weiterbildung arbeitete er in einer Unternehmensberatung, bevor er sich im Bereich des Online-Marketing selbstständig machte. Hier lag der Schwerpunkt auf der Erstellung von Chatbots. Im Zuge seiner politischen Interessen und seines zunehmenden Engagements in der Politik schloss er 2015 außerdem an der Quadriga Hochschule Berlin den Kompaktstudiengang “Politikmanagement & Public Affairs” ab.
Raules Augenmerk liegt seit jeher auf der Barrierefreiheit für Gehörlose, so engagiert er sich z. B. seit 2005 für WCAG2. Mit Erscheinen des Behindertengleichstellungsgesetzes (BGG) 2001 tat sich die Chance auf, als Betroffener ein Unternehmen zu gründen, um das Gesetz auch mit Leben zu füllen und Dienstleistungen wie auch Produkte im Bereich von Barrierefreiheit und Gebärdensprache zu entwickeln. So gründete er mit Knut Weinmeister und Thimo Kleyboldt 2003 die Firma Gebärdenwerk, die im Rahmen der BITV u. a. für die gebärdensprachlichen Filme der Bundesministerien verantwortlich zeichnet. Sowohl dort als auch bei yomma, die ebenfalls gebärdensprachliche Filme produziert, war er als geschäftsführender Gesellschafter tätig. Ein wichtiges Anliegen ist ihm die Repräsentation von gehörlosen und generell behinderten Menschen in Führungspositionen wie auch in der Selbständigkeit.
Er führte bis 2023 eine Kolumne im Deaf-Lifestyle-Magazin „Life inSight“, die seit 2017 erschien. Einige seiner Kolumnen und andere Texte findet man auch in Raules persönlichem Blog Weltenpendler.
Auch im Bereich des Gehörlosensports hat Raule sich engagiert; so hat er als aktiver Spieler von 1985–1992 am Gewinn diverser Meisterschaften im Gehörlosen‐Fußball mitgewirkt und wurde 1988 als Spieler in der Fußball‐Nationalmannschaft der Gehörlosen eingesetzt.

## Positionen und Tätigkeiten
Schon während seines Studiums setzte Raule sich für die Belange Hörgeschädigter ein und war von 1991 bis 1993 Vorstandsmitglied und Referatsleiter in der BHSA (Bundesarbeitsgemeinschaft hörbehinderter Studenten und Absolventen). Von 2005 bis 2008 war er Schatzmeister beim Deutschen Gehörlosenbund und von 2012 bis Mai 2023 Vorsitzender der Gesellschaft zur Förderung Gehörloser in HH. Von 2012 bis 2020 war Vorsitzender des Hamburger Gehörlosenverbandes. m Rahmen dieser Tätigkeit initiierte er 2014 die Bewegung „Deaf Refugees Welcome“ für Hamburg, die mittlerweile in ganz Deutschland Verbreitung gefunden hat. Auch die Idee, die Deutsche Gebärdensprache als immaterielles Kulturerbe anerkennen zu lassen, fällt in diese Zeit. Unter seiner Federführung wurde die Bewerbung vorangetrieben und seit Mai 2021 ist die DGS als immaterielles Kulturerbe anerkannt. Beim Deutschen Gehörlosenbund ist er seit 2023 als Beauftragter für Medien und Digitalisierung tätig.
Politisches Engagement lief lange parallel zu Raules Ehrenämtern. Von 2017 bis 2020 war er Vorsitzender der Landesarbeitsgemeinschaft behinderter Menschen in Hamburg (LAG), wodurch er zunehmend mit der regionalen Politik vernetzt wurde. 2019 legte er den „Hamburger 5-Punkte-Plan für die gesellschaftliche Teilhabe gehörloser und hochgradig schwerhöriger Menschen“ vor und 2020 war er mit seiner Bewerbung für das Amt als Senatskoordinator für die Gleichstellung von Menschen mit Behinderung für den Hamburger Senat erfolgreich. Zugunsten dieser Tätigkeit gab er den Vorsitz bei der LAG und beim Gehörlosenverband sowie seine Position als geschäftsführender Gesellschafter bei yomma auf. Seit seinem Rücktritt vom Amt des Senatskoordinators arbeitet er als Consultant für inklusive Wirtschaft und Politik, zum Beispiel bei INKLUpreneur und ist im Ausschuss der Überwachungsstelle des Bundes für Barrierefreiheit in der Informationstechnik tätig. Außerdem beschäftigt er sich mit Avataren für Gebärdensprache, unter anderem war er dafür am Forschungsprojekt AVASAG des BMBF beteiligt und ist für die Firma yomma auch im Nachfolgeprojekt BIGEKO aktiv.
Seit hält er die 2021 Schirmherrschaft für die gemeinnützige Organisation DasBand.
Zur Bundesversammlung des Deutschen Gehörlosenbunds 2024 in Leipzig trat er mit einem neuen Präsidium zur Wahl an und wurde am 9. November 2024 zum Präsidenten gewählt.

## Auszeichnungen
- 2010 BIENE-Award für zignoO (Aktion Mensch)[26]
- 2009 3. Platz bei WebFuture Award für Gebärdenwerk (Hamburg@work)[27]
- 2005 Nachwuchspreis für Gebärdenwerk (Multimedia Transfer)[28]
- 2000 Förderpreis „Unternehmer im Unternehmen“ (VSS GmbH)